# Université d'agriculture Hugo-Kołłątaj
L’université d'agriculture Hugo-Kołłątaj de Cracovie (Uniwersytet Rolniczy im. Hugona Kołłątaja w Krakowie) est un établissement d'enseignement supérieur et de recherche polonais créé en 1953 sous le nom d’École supérieure d'agriculture (Wyższa Szkoła Rolnicza) par distraction de la faculté d'agriculture de l'université Jagellonne.

## Historique
Les origines de l'enseignement agricole à Cracovie remontent au XVIIIe siècle, avec Hugo Kołłątaj et la Commission de l'éducation nationale qui préconisent la création d'une chaire d'agriculture au sein de l'université, effective en 1806, mais qui disparaît dès 1809.
Il réapparaît en 1890 au sein de l'université Jagellonne sous l'impulsion du biologiste et chimiste Emil Godlewski qui dirige le département jusqu’en 1916. Il fait bâtir le Collegium Agronomicum qui abrite encore aujourd'hui le rectorat de l'établissement. Le département devint une faculté à part entière en 1923 et dut fermer officiellement ses portes après l'arrestation et la déportation de nombreux professeurs en 1939, comme le reste de l'université et fonctionner de manière clandestine.
Après la guerre, la faculté est reconstituée puis scindée en deux (agriculture et sylviculture) avant d'être séparée du reste de l'université en 1953 pour constituer l’École supérieure d'agriculture (Wyższa Szkoła Rolnicza).
En 1972, elle devient l’Académie d'agriculture Hugo-Kołłątaj (Akademia Rolnicza im. Hugona Kołłątaja) et obtient le statut d'université en 2008.

## Composition

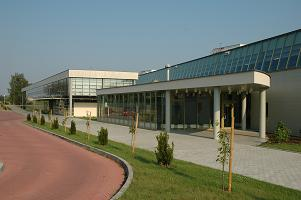
Faculté de technologie alimentaire (extérieur)

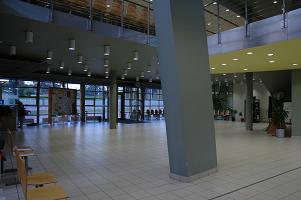
Faculté de technologie alimentaire (intérieur)

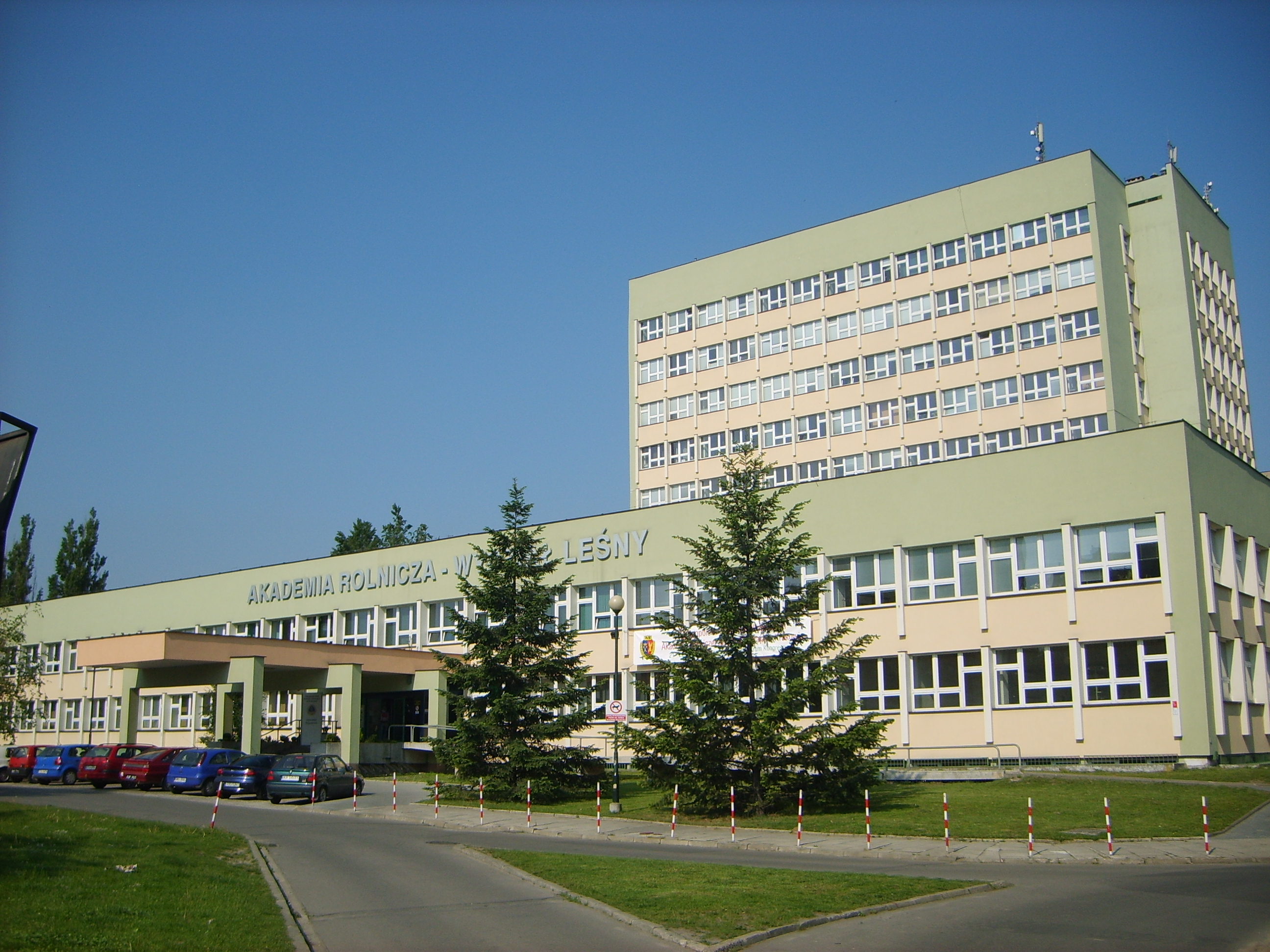
Faculté de sylviculture et des forêts

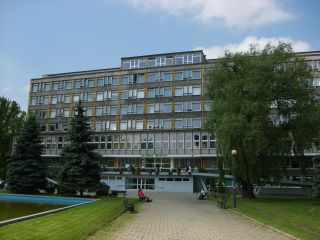
Faculté d'élevage et de biologie animale

Spécialités
- Faculté d'économie de l'agriculture (Wydział Rolniczo-Ekonomiczny Uniwersytetu Rolniczego w Krakowie)
  - Agriculture et agronomie
  - Protection de l'environnement
  - Management/gestion
  - Économie
- Faculté d'élevage et biologie animale (Wydział Hodowli i Biologii Zwierząt Uniwersytetu Rolniczego w Krakowie)
  - Zootechnologie
  - Pêche
  - Biologie
- Faculté de sylviculture et des forêts (Wydział Leśny Uniwersytetu Rolniczego w Krakowie)
  - Sylviculture et foresterie
- Faculté d'ingénierie de l'environnement et géodésie (Wydział Inżynierii Środowiska i Geodezji Uniwersytetu Rolniczego w Krakowie)
  - Ingénierie de l'environnement
  - Géodésie et cartographie
  - Aménagement du territoire
- Faculté d'horticulture (Wydział Ogrodniczy Uniwersytetu Rolniczego w Krakowie)
  - Horticulture
- Faculté de génie de la production et de l'énergie (Wydział Inżynierii Produkcji i Energetyki Uniwersytetu Rolniczego w Krakowie)
  - Techniques en agriculture et sylviculture
  - Gestion et génie de la production
- Faculté de technologie alimentaire (Wydział Technologii Żywności Uniwersytetu Rolniczego w Krakowie)
  - Technologie alimentaire et alimentation humaine
  - Connaissance des marchandises
- Biotechnologie – Études interfacultaires
  - Biotechnologie
- Architecture du paysage – Études interfacultaires
  - Architecture du paysage

Services communs
- Bibliothèque
- Centre sportif
- Centre de langues étrangères
- Centre de formation de l'établissement forestier expérimental (Leśny Zakład Doświadczalny) de Krynica Zdrój
- Bureau des carrières et de stages
- Centre interuniversitaire de médecine vétérinaire de l'université Jagellonne et de l'université d'agriculture de Cracovie

Études doctorales :
- doctorat en sciences agronomiques : agronomie, zootechnologie, environnement, horticulture, génie agricole, technologie de l'alimentation et alimentation
- doctorat en sciences forestières.

## Liste des recteurs
- 1953-1962 – Józef Kubica (pl)
- 1962-1972 – Tadeusz Ruebenbauer (pl)
- 1972-1981 – Tadeusz Wojtaszek (pl)
- 1981-1984 – Tomasz Janowski
- 1984-1985 – Piotr Zalewski (pl)
- 1985-1989 – Władysław Bala (pl)
- 1989-1990 – Piotr Zalewski (pl)
- 1990-1993 – Barbara Skucińska
- 1993-1999 – Kazimierz Kosiniak-Kamysz (pl)
- 1999-2005 – Zbigniew Ślipek (pl)
- 2005–2012 - Janusz Żmija (pl)
- depuis 2012  -  Włodzimierz Sady (pl)

## Relations internationales
(avec des établissements français)
- Institut supérieur d’agriculture et d’agro-alimentaire Rhône-Alpes, ISARA-Lyon
- Université Henri-Poincaré, Nancy-I